# Quinto Servilio Estructo Prisco
Quinto Servilio Prisco (en latín Quintus Servilius Priscus), cónsul romano en el año 468 a. C., con Tito Quincio Capitolino Barbato y 466 a. C., con Espurio Postumio Albo Regilense como colega. En ambos años Prisco comandó los ejércitos romanos en guerras con los países vecinos, pero no realizó ninguna acción destacada. (Liv. II. 64, III. 2; Dionisio. IX. 57, 60.)

## Biografía

### Primer consulado
Los dos cónsules de 468 a. C. no son elegidos más que por los patricios, ya que los plebeyos rehúsan participar en el escrutinio. Después de una incursión de saqueo de los sabinos a las puertas de Roma, Quinto Servilio manda una expedición de represalia que arrasa el territorio sabino y proporciona botín. Durante este tiempo, su colega Barbato se enfrenta a los volscos y se apodera de Antium, lo que le gana los honores de un triunfo.

### Segundo consulado
En 466 a. C. es elegido cónsul por segunda vez, ahora con Espurio Postumio como colega. Marcha contra los ecuos, pero no puede terminar la campaña a causa de enfermedades graves que castigan a sus filas·.

### Prefecto de la ciudad
En 465 a. C., los dos cónsules, Quinto Fabio Vibulano y Tito Quincio Capitolino Barbato prosiguen la guerra contra los ecuos, después del fracaso de las negociaciones de paz. Después de que parten para enfrentarles cerca del monte Álgido, dejan Roma en manos de Quinto Servilio, que es nombrado Prefecto romano.

### Cuestor
En 459 a. C., cuando es nombrado cuestor, trata, con su colega, Aulo Cornelio, de procesar al antiguo tribuno de la plebe, Marco Volscio Fictor, por falso testimonio en el proceso de Cesón Quincio, pero ciertos autores cuentan que Fictor fue nuevamente elegido tribuno de la plebe ese año, lo que hace imposible su acusación.